# Muricella rubra
Muricella rubra är en korallart som beskrevs av Thomson 1905. Muricella rubra ingår i släktet Muricella och familjen Acanthogorgiidae. Inga underarter finns listade i Catalogue of Life.